# Канзас-Сити Сперс
«Канзас-Сити Сперс» — бывшая футбольная команда, которая играла в Североамериканской футбольной лиге, основана в Канзас-Сити. Они играли свои домашние матчи на Муниципальном стадионе Канзас-Сити, бывшая домашняя арена «Канзас-Сити Чифс» и «Канзас-Сити Роялс». Клуб был ранее известен как «Чикаго Сперс» и выступал в Национальной лиге профессионального футбола, которая после сезона 1967 года слилась с Объединёнными футбольными ассоциациями, сформировав NASL. «Сперс» переехали в Канзас-Сити, чтобы избежать конкуренции с «Чикаго Мустангс».
После сезона 1968 года NASL попала в беду, когда были расформированы сразу десять команд. 1969 год был разделен на две половины. В первой половине был разыгран Международный Кубок, двойной круговой турнир, в котором оставшиеся клубы NASL были представлены командами, импортированными из Великобритании. «Сперс» были представлены «Вулверхэмптоном», который выиграл в 1967 году чемпионат Объединённой футбольной ассоциации, как «Лос-Анджелес Вулвз». «Сперс» выиграли Кубок. Во второй половине 1969 года команды вернулись к своим обычным составам и сыграли 16 игр по графику без плей-офф.
«Сперс» закончили сезон на последнем месте в Северном Дивизионе в 1970 году и незадолго после этого прекратили свою деятельность.

## Тренеры
- Янош Бедл (1968—1969)